# Euploea dharma
Euploea dharma är en fjärilsart som beskrevs av Moore 1883. Euploea dharma ingår i släktet Euploea och familjen praktfjärilar. Inga underarter finns listade i Catalogue of Life.